# Донато Джанкола
Донато Джанкола (англ. Donato Giancola; нар. 1967, Колчестер, Вермонт, США. ) — американський художник-ілюстратор, який отримав широке визнання своїми роботами в області ілюстрування наукової фантастики та фентезі, відомий також як художник поштових марок.

## Біографія

### Дитинство
Донато народився в 1967 році в Колчестері, штату Вермонт, США. Він завжди захоплювався мистецтвом. Дитинство майбутнього художника пройшло під знаком творчих ігор, як в будинку, так і на вулиці.  Ще юнаком Донато багато часу проводив у підвалі батьківського будинку, де малював, створював власні ілюстрації до ігор, розфарбовував фігурки, читав комікси і конструював моделі транспортних засобів і динозаврів. 
Але,незважаючи на  любов до малювання, Джанкола не думав про кар'єру професійного художника.

### Юність
Після закінчення школи він поступив до Університету Вермонта, де вивчав енергетику. Але інженерна спеціальність виявилася  для нього не цікавою, і Донато різко змінив своє життя, знайшовши покликання в образотворчому мистецтві. Початок професійної художньої підготовки Донато поклав його перший художній клас, куди юнак записався у віці двадцяти років.  На третьому курсі  Донато покинув навчальний заклад і поступив до Коледжу Святого Михайла в Колчестері.  Удосконалювати свої навички він продовжив вже в Сиракюзькому університеті, який відвідував з 1989 по 1992. В 1992 році Донато   закінчив університет з відзнакою, і отримав диплом бакалавра образотворчих мистецтв (BFA).

### Кар'єра
Професійна кар'єра Донато почалася в 1993 року, після його переїзду до Нью-Йорка. Там він почав працювати асистентом художника у Вінсента Дезидеріо . Потім працював деякий час як вільний художник-початківець. Робив ілюстрації для рольових ігор Dungeons & Dragons, колекційних карткових ігор Magic: The Gathering. Співпрацював з розробником комп'ютерних ігор LucasArts Entertainment. 
З тих пір список його клієнтів ріс, розширюючись від головних книговидавців і колекціонерів Нью-Йорка до досить великих компаній Західного узбережжя. Спектр його робіт простягається від National Geographic до Володаря перснів. Донато співпрацював з книжковим видавництвом Tor Books, що спеціалізується на науковій фантастиці. Він автор книжкових обкладинок для таких сучасних письменників як Барбара Хэмблі, Ларрі Нівен, Р. Саймон. 
Руці Донато належать сотні обкладинок провідних фантастів як Америки, так і Європи, а також вигляд знакових для всього світу героїв Бредбері, Толкіна, Железяни.  У 2002 році Донато зробив серію портретів офіцерів масонської ложі штату Пенсільванія. 
Працював Донато Джанкола і для Організації об'єднаних націй — в рамках проекту ООН «Space for Humanity». В жовтні 2007 року поштове відомство ООН випустило серію марок до 50-річчя запуску першого штучного супутника  
У 2007 році роботи Донато Джанколи з'явилися на поштових марках; у травні 2011 року поштова служба США випустила дві марки, до 50-річчя космічної програми «Меркурій», на яких були зображені портрет Алана Шепарда і космічний апарат «Мессенджер», роботи Донато Джанколи. Працював Донато для компаній LucasFilm, National Geographic, Сі-Ен-Ен, DC-Комікс, Microsoft, Плейбоя. Робив також проекти для тижневика The Village Voice, компаній Wizards of the Coast, Hasbro і Milton Bradley, видавництва Scholastic, Simon&Schuster, Tor Books і Random House, кінокомпанії Time/Warner і телеканалу Scifi. У 2015 році Донато ілюстрував календар ПЛІО.
Зараз Донато проживає в Брукліні, Нью-Йорк, з дружиною і двома доньками.

### Стиль
Для того, щоб з'єднати світи сучасного та історичного мистецтва, Донато Джанкола намагався врівноважити сучасні течії з реалізмом в багатьох картинах, від «Володаря перснів» Д. Р. Р. Толкіна до «Весни» Ботічеллі. Натхнення для своїх робіт художник шукав в бібліотеках, книгарнях і найбільших музеях світу, таких як Уффіці в Італії, Прадо в Іспанії, Лувр у Франції і Ермітаж в Росії. За образотворчим мистецтвом Донато визнає суттєву культурну роль. Він сам всіляко намагається сприяти тому, щоб олійний живопис отримав поширення і визнання. Сам Донато називає свій стиль «класичний абстрактний реалізм» і стверджує, що у своїй творчості прагне поєднати специфіку фентезі та наукової фантастики з технікою реалізму в живопису, властивої його улюбленим митцям ренесансу і бароко таким як — Мемлінг, Ян Ван Ейк, Вермеер, Веласкес, Караваджіо, Боттічеллі, Рембрандт, Рубенс, Тіціан, Лотто.

## Премії та Нагороди
Донато Джанкола отримав нагороду короля Гамільтона від Суспільства Ілюстраторів (2008), вісімнадцять премій Чеслі від Асоціації художників наукової фантастики та фентезі, три премії Х'юго за видатні професійні досягнення, кілька відомих нагород від Центру відродження мистецтва, а також безліч золотих і срібних медалей, вручених журі щорічного фестивалю сучасного фантастичного мистецтва Spectrum.
- Премія Чеслі / Chesley Awards (ASFA), 1997 // Ілюстрація - Книга в м'якій обкладинці. Eggheads (Емілі Девенпорт; вид. Roc / New American Library)
- Премія Гоэна / Gaughan Award, 1998 // Кращий художник-початківець
- Премія Чеслі / Chesley Awards (ASFA), 1999 // Ілюстрований продукт. «Archangel» (за колекцію карт для MagicTM)
- Премія Чеслі / Chesley Awards (ASFA), 2001 // Ілюстрований продукт. «Dracopaleontology» (флаєр і календар Science Fiction Book Club)
- Премія Чеслі / Chesley Awards (ASFA), 2002 // Ілюстрація - Книга в твердій обкладинці. Ashling (Изобелль Кармоді; вид. Tor)
- Премія Чеслі / Chesley Awards (ASFA), 2002 // Ілюстрація - Книга в м'якій обкладинці. The Hobbit: An Illustrated Edition of the Fantasy Classic (Дж. Р. Р. Толкін; вид. Del Rey Books)
- Премія Чеслі / Chesley Awards (ASFA), 2002 // Досягнення у галузі образотворчого мистецтва
- Премія Чеслі / Chesley Awards (ASFA), 2002 // Ілюстрації до ігор. «Shivan Dragon» (оформлення картки для Magic: Seventh Edition)
- Всесвітня премія фентезі / World Fantasy Award, 2004 // Кращий художник
- Премія Чеслі / Chesley Awards (ASFA), 2004 // Ілюстрація - Книга в твердій обкладинці. City (Кліффорд Саймак; вид. Science Fiction Book Club)
- Премія читачів журналу «Азімов» / Asimov's Readers' Awards, 2005 // Найкраща обкладинка. обкладинка номера за серпень 2004
- Премія Чеслі / Chesley Awards (ASFA), 2005 // Ілюстрація - Книга в твердій обкладинці. The Nameless Day (Сара Дуглас; вид. Tor)
- Премія Чеслі / Chesley Awards (ASFA), 2006 // Ілюстрація на обкладинці журналу. Asimov's (сент. 2005)
- Хьюго / Hugo Award, 2006 // Професійний художник
- Премія Чеслі / Chesley Awards (ASFA), 2007 // Монохромна робота - Неопубліковане. «Red Sonya»
- Хьюго / Hugo Award, 2007 // Професійний художник
- Премія читачів журналу «Азімов» / Asimov's Readers' Awards, 2008 // Найкраща обкладинка. обкладинка номера за липень 2006
- Премія Чеслі / Chesley Awards (ASFA), 2008 // Ілюстрація - Книга в твердій обкладинці. The Outback Stars (Сандра Макдональд; вид. Tor)
- Премія Чеслі / Chesley Awards (ASFA), 2008 // Ілюстрація - Книга в м'якій обкладинці. Crystal Dragon (Стів Міллер і Шарон; вид. Meisha Merlin)
- Премія Чеслі / Chesley Awards (ASFA), 2008 // Кольорова робота - Неопубліковане. «Red Sonja» (олія)
- Премія Чеслі / Chesley Awards (ASFA), 2008 // Монохромна робота - Неопубліковане. «Season of Change»
- Премія Чеслі / Chesley Awards (ASFA), 2008 // Ілюстрації до ігор. «Vanguard: Saga of Heroes»
- Премія Чеслі / Chesley Awards (ASFA), 2009 // Ілюстрація - Книга в твердій обкладинці. A Book of Wizards (ред. Марвін Кей; вид. SFBC)
- Премія Чеслі / Chesley Awards (ASFA), 2009 // Краща внутрішня ілюстрація. The Wraith (Дж. Роберт Леннон; журнал Playboy, листопад 2008)
- Хьюго / Hugo Award, 2009 // Професійний художник
- Премія Чеслі / Chesley Awards (ASFA), 2011 // Краща внутрішня ілюстрація. Middle-Earth: Visions of a Modern Myth (Донато Джанкола; вид. Underwood)
- Премія Чеслі / Chesley Awards (ASFA), 2014 // Кольорова робота - Неопубліковане. "Huor and Hurin Approaching Gondolin" (полотно, олія)
- Премія Чеслі / Chesley Awards (ASFA), 2015 // Ілюстрований продукт. George R. R. Martin Song of Ice and Fire 2015 calendar Bantam
- AnLab / AnLab award (Analog), 2016 // Обкладинка. обкладинку травневого номера
- Премія Чеслі / Chesley Awards (ASFA), 2016 // Кольорова робота - Неопубліковане. for "Beren and Luthien in the Court of Thingal and Melian" (олія)